# David Smith (remero)
David Smith (17 de febrero de 1986) es un deportista estadounidense que compitió en remo. Ganó dos medallas de bronce en el Campeonato Mundial de Remo, en los años 2015 y 2018.

## Palmarés internacional
| Campeonato Mundial | Campeonato Mundial     | Campeonato Mundial | Campeonato Mundial      |
| Año                | Lugar                  | Medalla            | Prueba                  |
| ------------------ | ---------------------- | ------------------ | ----------------------- |
| 2015               | Aiguebelette (Francia) | Medalla de bronce  | Ocho con timonel ligero |
| 2018               | Plovdiv (Bulgaria)     | Medalla de bronce  | Dos sin timonel ligero  |